# Банита Байда
Банита Байда — український рок-гурт, заснований 1989 року. Слово «Банита» походить від терміну баніція.

## Історія
В 1990 році гурт записав дебютний альбом. На початку 1991 року з гурту пішов Дмитро Добрий-Вечір, а за ним Віктор Недоступ і Микола Родіонов. З новим басистом О. Грідневим і барабанщиком В. Стронським Банита Байда у грудні 1991 року записала 5 пісень до нового альбому, але знову настала творча криза — цього разу гурт покинув Віталій Климов. Нові надії гурт покладав на повернення із Вія Віктора Недоступа, але марно — восени 1993 року гурт Банита Байда припинив своє існування.

## Учасники
- Тарас Бойко — гітара, вокал;
- Віктор «Бакс» Недоступ (Лапкін) — клавішні;
- Віталій Климов — гітара;
- Дмитро Добрий-Вечір — бас, вокал;
- Микола Родіонов — барабани;
- Віктор Крисько — скрипка;
- Олександр Пильський - звукорежисер

## Дискографія
- «… і Парочка Птахів» («В пивниці»), 1990.